# Rymdväder

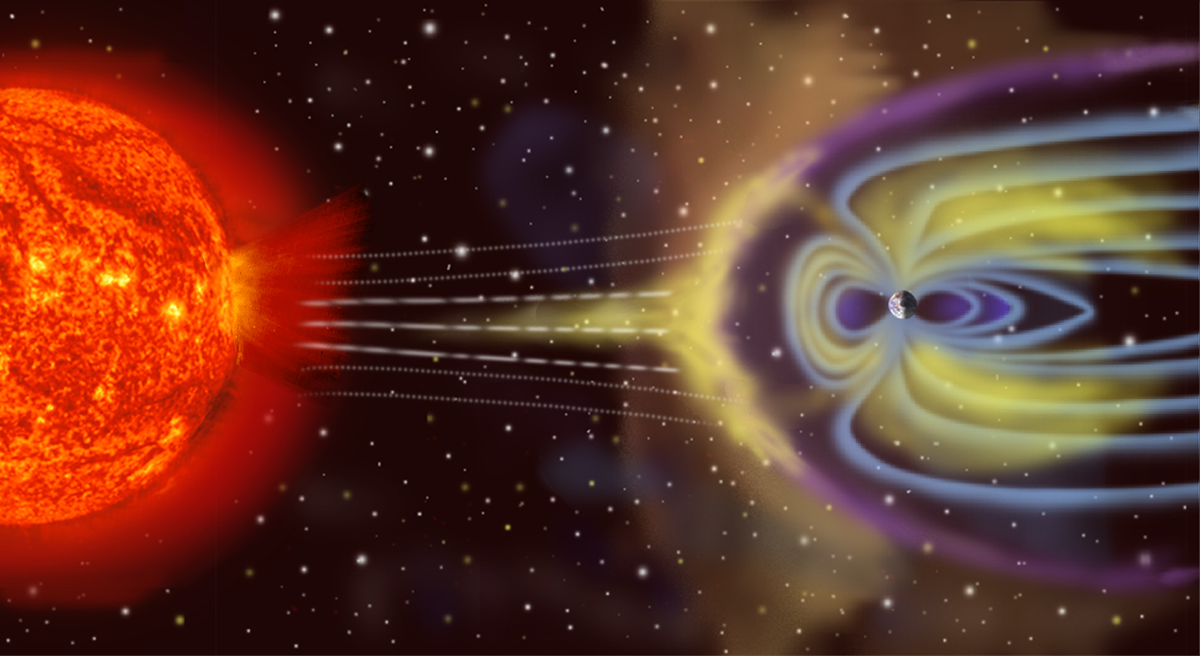
Fantasifull illustration av hur jordens magnetosfär påverkas av solutbrott. Variationer på solen och i solvinden är rymdvädrets viktigaste drivkrafter. Bild:NASA

Rymdväder är de ständigt skiftande förhållandena i rymdplasmat runt jorden.
Rymdväder drivs av helt andra processer än väderförhållanden inom en atmosfär, och handlar mycket om solvinden, magnetosfärer och joniserande strålning i rymden. "Begreppet rymdväder beskriver de förhållanden i rymden som påverkar jorden och dess teknologiska system. Rymdvädret beror på solens aktivitet, jordens magnetfält, och vår position i solsystemet" (översatt från ).
Rymdvädersstudier kan ses som en tillämpad gren av rymdfysiken, med huvudmål att kunna förstå och förutsäga rymdväder för att minimera problem på tekniska system som satelliter i rymden och kraftledningsnät på jorden.

## Solvind och solaktivitet

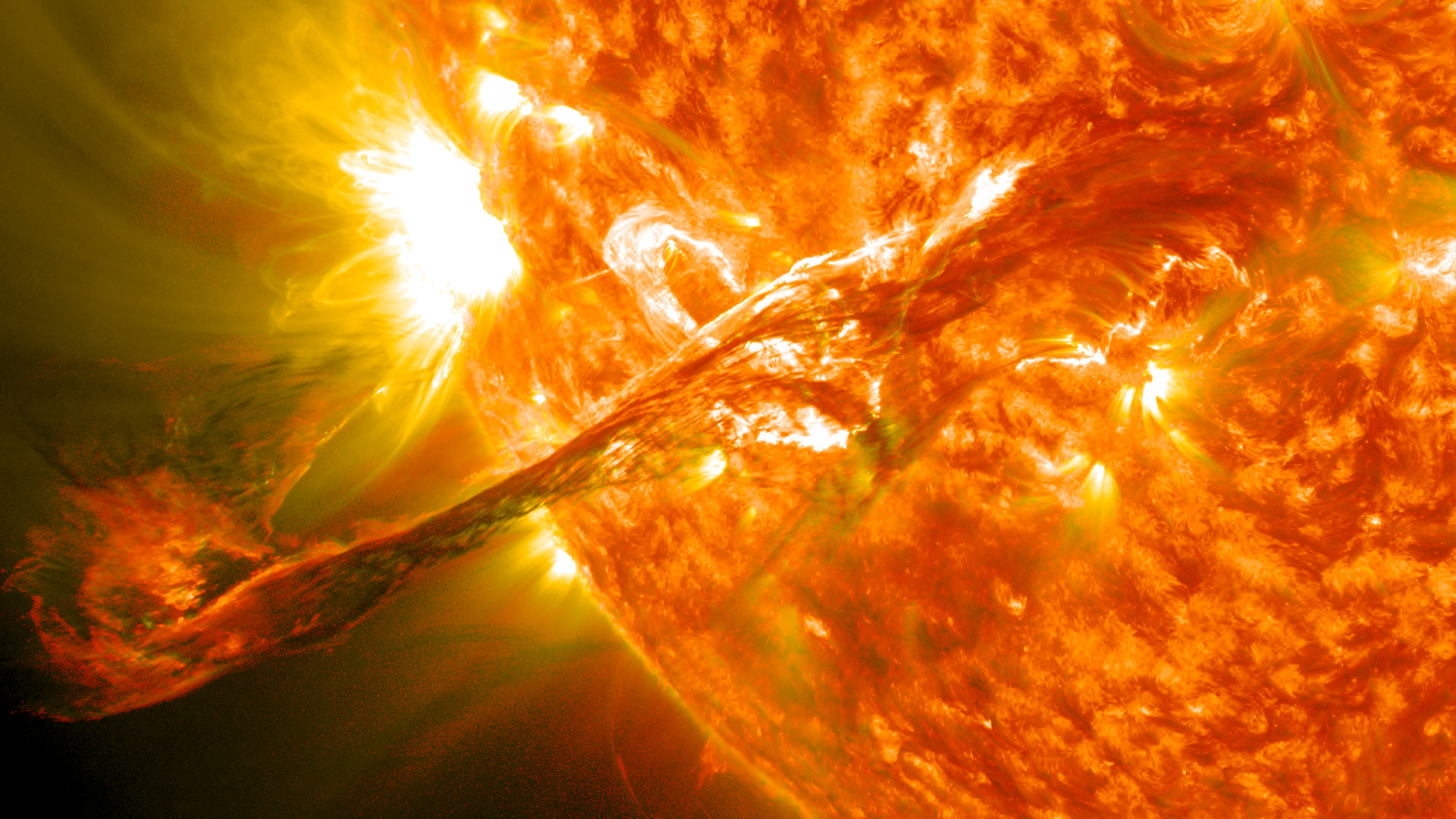
Koronamassutkastning

Rymdvädret vid jorden bestäms huvudsakligen av solvindens varierande täthet och hastighet, och även av det interplanetära magnetfältet. En mängd naturfenomen utgör eller är kopplade till rymdväder, till exempel geomagnetiska stormar och substormar, ökade strålningsnivåer i strålningsbältena, jonosfäriska störningar vilka leder till ändrade förhållanden för radiovågsutbredning, norrsken och inducerade strömmar i jordskorpan. Solaktivitet, framför allt koronamassutkastningar och flarer, orsakar de flesta större rymdoväder, men magnetosfärens egen dynamik kan också ge upphov till substormar även vid alldeles lugn solvind.

## Effekter av rymdväder

### Satelliter
Satelliter påverkas av rymdvädret på flera olika sätt. Högenergetiska partiklar (mest protoner) från solen kan få enskilda bitar i datorsystem ombord att ändras, vilket kan leda till programkrascher, felaktiga kommandon och svåra störningar. Partiklarna kan dessutom helt förstöra elektroniska komponenter: inträffar detta i något viktigt delsystem ombord, som till exempel kraftförsörjning eller radiokommunikation, kan detta leda till att satelliten blir obrukbar. Partiklar med lägre energi (mestadels elektroner med energi på några keV) kan leda till att ytor på rymdfarkosten laddas upp, och att skador kan uppstå vid en urladdning.
I samband med solutbrott förekommer utbrott av röntgen- och UV-strålning, vilka hettar upp de översta atmosfärlagren. Solstörningarna kan också leda till en geomagnetisk storm, vilken bland annat leder till att starka elektriska strömmar (många kA) som också bidrar till uppvärmningen. Denna upphettning leder till att atmosfärens breder ut sig till högre höjd. Detta ökar luftmotståndet på en satellit, som därför minskar i höjd och så småningom går förlorad tidigare än den annars skulle ha gjort.

### Flygtrafik
Flygplan på hög höjd kan råka ut för liknande effekter av energirika partiklar som nämndes för satelliter ovan, om än i mindre omfattning eftersom atmosfären filtrerar bort större delen av partiklarna även på hög höjd. Störningar i radiokommunikationen kan också förekomma, framför allt på rutter över polarområdena (i praktiken Arktis).

### Elektriska system på jorden

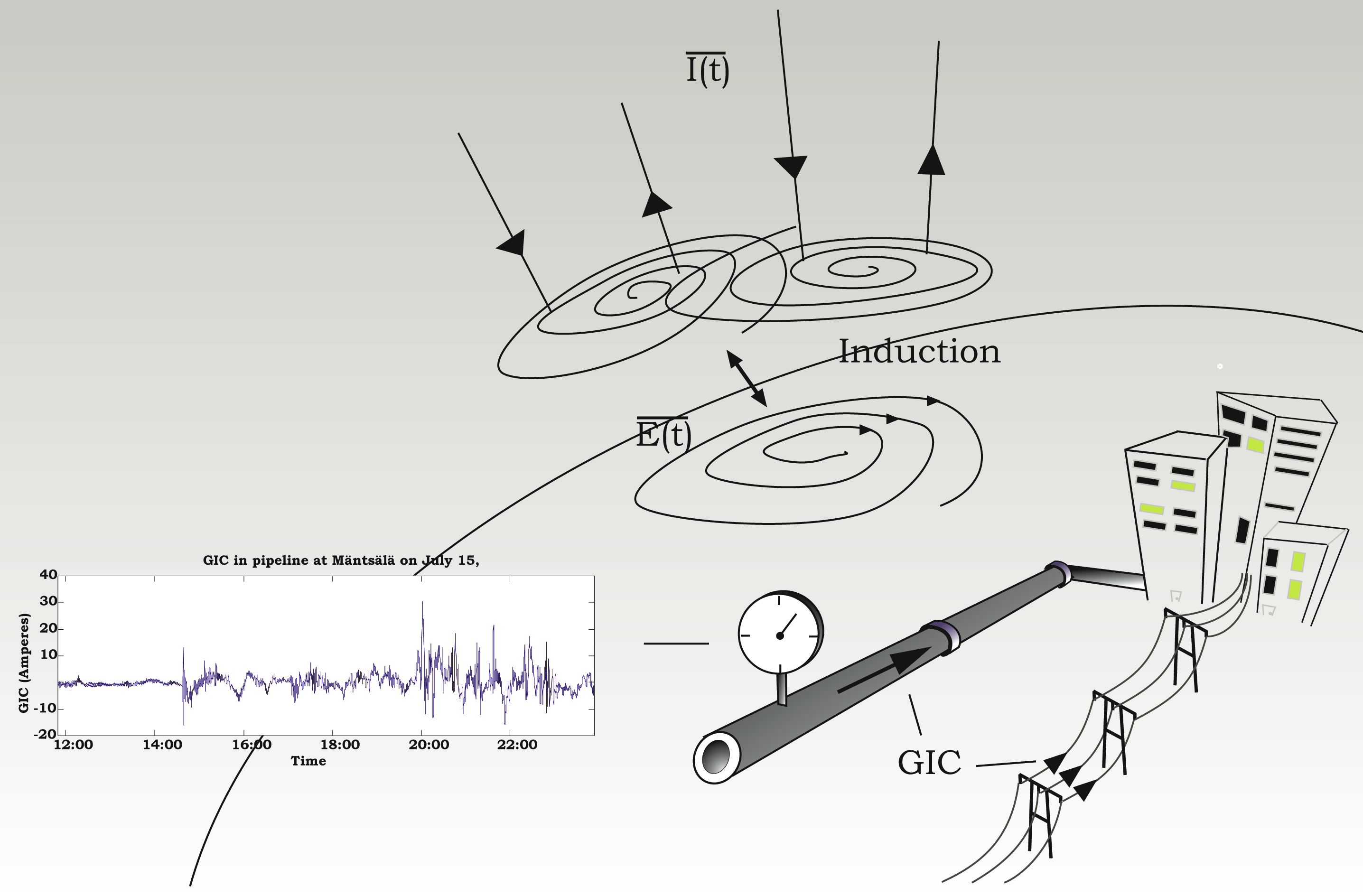
Illustration av hur elektriska strömmar i jonosfären orsakar strömmar i elnätet och i rörledningar genom elektromagnetisk induktion. Infällt visas också verkligen uppmätt ström i en finsk gasledning.

Rymdvädret påverkar elkraftsystem och elnätverk genom att elektriska fält uppstår genom induktion när jordens magnetfält varierar, vilket det gör bland annat under en geomagnetisk storm eller substorm. Detta inducerade elektriska fält kan ge upphov till starka strömmar i olika elektriska komponenter, kretsar och kraftnät. Sådana strömmar kallas ibland GIC, Geomagnetically Induced Currents (geomagnetiskt inducerad ström). Bland annat är en del stora transformatorer känsliga.
Järnvägarnas signalsystem kan störas, och då varning för geomagnetisk storm har utfärdats övergår man till nödförfaranden med manuella metoder, så att tågtrafiken ska kunna löpa vidare utan olyckor.
Rymdväder låg bakom bland annat det stora kraftavbrottet i Québec i Kanada den 13 mars 1989, då omkring 6 miljoner människor blev utan el i 9 timmar, och i Malmöområdet den 30 november 2003, då 50 000 abonnenter drabbades i någon timme.
Ett relaterat problem är de ökade korrosionsproblem som uppstår i pipelines på grund av rymdvädersinducerade strömmar.
I en studie från den amerikanska vetenskapsakademin, National Academy of Sciences, dras slutsatsen att elkraftnäten fortfarande (2009) är sårbara, och att en ovanligt stark geomagnetisk storm kan få konsekvenser som i ekonomiska termer skulle kunna jämföras med orkanen Katrinas härjningar.

### Polarsken

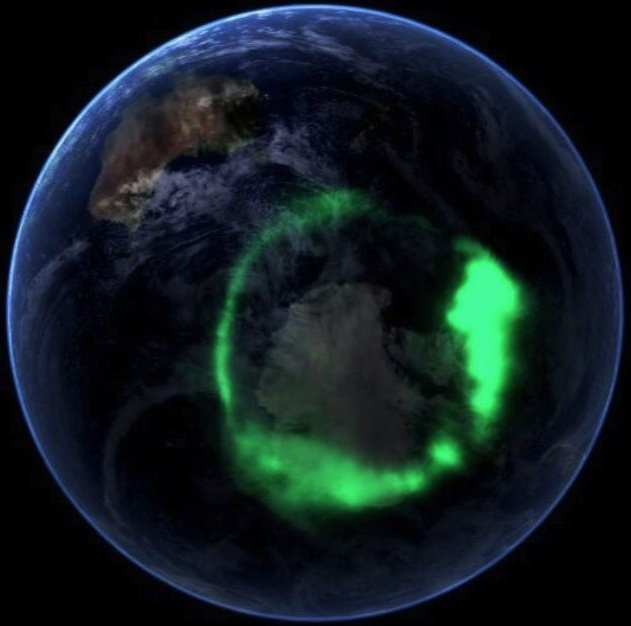
Polarskenet återfinns i en oval runt varje pol. Vid stora rymdvädersutbrott vidgar sig polarskensovalerna, så att polarskenet syns närmare ekvatorn än annars. På norra halvklotet innebär det att norrskenet syns ovanligt långt söderut. Bilden visar sydskensovalen i UV-ljus från satelliten IMAGE, lagd på en bild av jorden i synligt ljus. Bildkälla: NASA

Norrskenet (polarskenet) är den enda direkt synliga rymdväderseffekten. Rymdvädershändelser som en geomagnetisk storm eller substorm åtföljs normalt av förskjutning av polarskensovalerna och intensifierade polarsken. Vid sådana tillfällen kan polarsken ses ovanligt långt från polerna: den stora solstormen vid allhelgonahelgen 2003 gav norrsken så långt söderut som på Kanarieöarna.

### Människors hälsa
Ingen tvekan råder om att rymdvädret har avgörande inverkan på de strålningsnivåer som astronauter i rymden utsätts för: större solutbrott kan ge mycket allvarliga stråldoser för oskyddade astronauter. Mindre farliga rymdvädersutbrott inträffade under Christer Fuglesangs båda rymdpromenader i december 2007: "nästan som om någon försökte skjuta på oss".
Vad gäller påverkan på folk i flygplan på hög höjd är situationen alls inte lika klar: strålningsnivåerna ökar ju högre upp i atmosfären man kommer, men även på trafikflygplanens högsta marschhöjder skyddar atmosfären mot en stor del av den farliga strålningen. Flera forskningsprojekt pågår.

### Brevduvor
Eftersom brevduvor och en del andra djur åtminstone delvis navigerar med hjälp av jordens magnetfält påverkas även de av rymdvädret. Ovanligt många brevduvor flyger vilse under magnetiska stormar.

### Ekonomiska effekter
Genom störningar av exempelvis satellitkommunikationssystem och kraftnät har rymdvädret ekonomisk betydelse, och är därmed av visst intresse även för exempelvis försäkringsbolag.

## Övervakning av rymdvädret
Rymdvädret bevakas med markbaserade instrument och med satelliter. De viktigaste markbaserade instrumenten är de magnetometernätverk som mäter upp störningar i jordens magnetfält. I rymden är två satelliter, som båda ligger mellan solen och jorden i Lagrangepunkten L1, speciellt viktiga. SOHO (Solar and Heliospheric Observatory) är ett solobservatorium som drivs av ESA och NASA i samarbete och som ständigt visar förhållanden på solen, medan NASA:s ACE (Advanced Composition Explorer) mäter solvinden.